# Шопско Рудари
Шопско Рудари или Шопско Рударе (на македонска литературна норма: Шопско Рударе) е село в източната част на Северна Македония, община Кратово.

## География
Селото е разположено западно от град Кратово. Махалите му носят имената на родовете, живеещи в тях – Чергинска, Умишка, Кръстевска, Цоцевска, Йойевска, Църногорска и т.н.

## История
В местността Цоцев камен край Шопско Рудари е открита праисторическа обсерватория.
В XIX век Шопско Рудари е изцяло българско село в Кратовска кааза на Османската империя. Наречено е Шопско, за да се отличава от съседното село Турско Рудари. Според статистиката на Васил Кънчов („Македония. Етнография и статистика“) от 1900 г. Шопско Рудари има 750 жители, всички българи християни.
Според секретен доклад на българското консулство в Скопие 20 от 95 къщи в селото на 7 март 1898 година признават Цариградската патриаршия. Според патриаршеския митрополит Фирмилиан в 1902 година в Рударе има 40 сръбски патриаршистки къщи.
След Илинденското въстание в началото на 1904 година цялото село минава под върховенството на Българската екзархия. По данни на секретаря на екзархията Димитър Мишев („La Macédoine et sa Population Chrétienne“) през 1905 година в Шопско Рудари има 680 българи екзархисти и работи българско училище.
На 13 декември 1904 година кратовската чета на ВМОРО под командването на Атанас Бабата изненадва и разбива в Шопско Рудари сръбската чета на Йован Довезенски. Осем сръбски четници загиват и четата се пръска.
При избухването на Балканската война в 1912 година 6 души от Шопско Рудари са доброволци в Македоно-одринското опълчение.
По време на българското управление във Вардарска Македония в годините на Втората световна война, Антон К. Антов от Скопие е български кмет на Рударе от 17 септември 1941 година до 12 юни 1942 година. След това кметове са Стоян Ст. Кръстев от Теово (22 юни 1942 - 4 февруари 1943), Михаил Х. Илиев от Айтос (1 май 1943 - 5 ноември 1943) и Петко М. Тодоров от Харманли (27 ноември 1943 - 4 април 1944).
Според преброяването от 2002 година селото има 143 жители, всички македонци.

### Старата църква „Свети Никола“
В най-старата махала на селото – Чергинската са разположените една до друга две църкви на селото – старата и новата, като и двете са посветени на „Свети Никола“. Новата църква е строена от 1939 до 1943 година и представлява кръстокуполна базилика. Старата църква е еднокорабна полувкопана базилика, която днес е запусната и не функционира като храм. Църквата е паметник на културата и е забележителна със зидания си иконостас, подобен на този в „Свети Георги“ в Старо Нагоричане или на „Свети Димитър“ в битолското село Градешница. Иконостасът и апсидалната ниша са изписани между 1567 и 1568 година и в този период, може би е изградена и самата църква. В 1581 година иконостасът се сдобива с царски двери. Църквата цялостно е изписана по-късно, в края на XVI или в първите десетилетия на XVII век от друга зографска група.

## Личности
Родени в Шопско Рудари
- Божин (Божил) Лазаров, български революционер от ВМОРО, четник на Йордан Спасов на три пъти[12]
- Борис Данев Алексиев, български военен деец, младши подофицер, загинал през Първата световна война[13]
- Саше Ивановски (р. 1980), северномакедонски журналист